# Acantholimon
Acantholimon är ett släkte som ingår i familjen triftväxter. Ibland används tuvrispsläktet som svenskt trivialnamn.
Släktet utgörs av cirka 120 arter som förekommer i bergstrakter från Medelhavsområdet till centrala Asien. Nära marken bildar dessa växter en tät rosett av taggiga blad som är 1 till 7 cm långa. Under sommaren förekommer trattformiga blommor. Olika arter odlas i trädgårdens stenparti eller som växtlighet i stenmurar. Bara ett fåtal arter som Acantholimon glumaceum kan uthärda tider med mycket regn.

## Bildgalleri

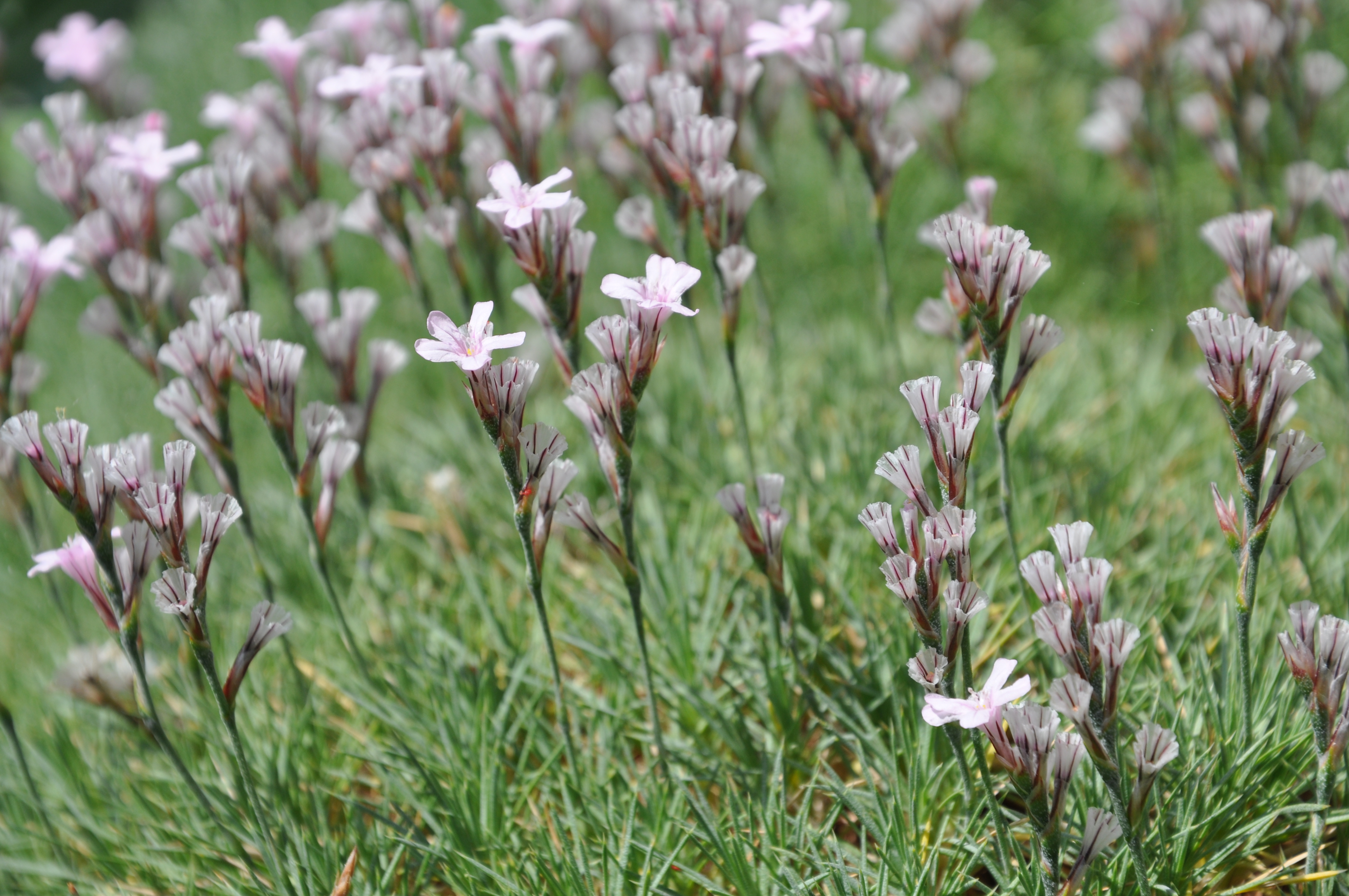
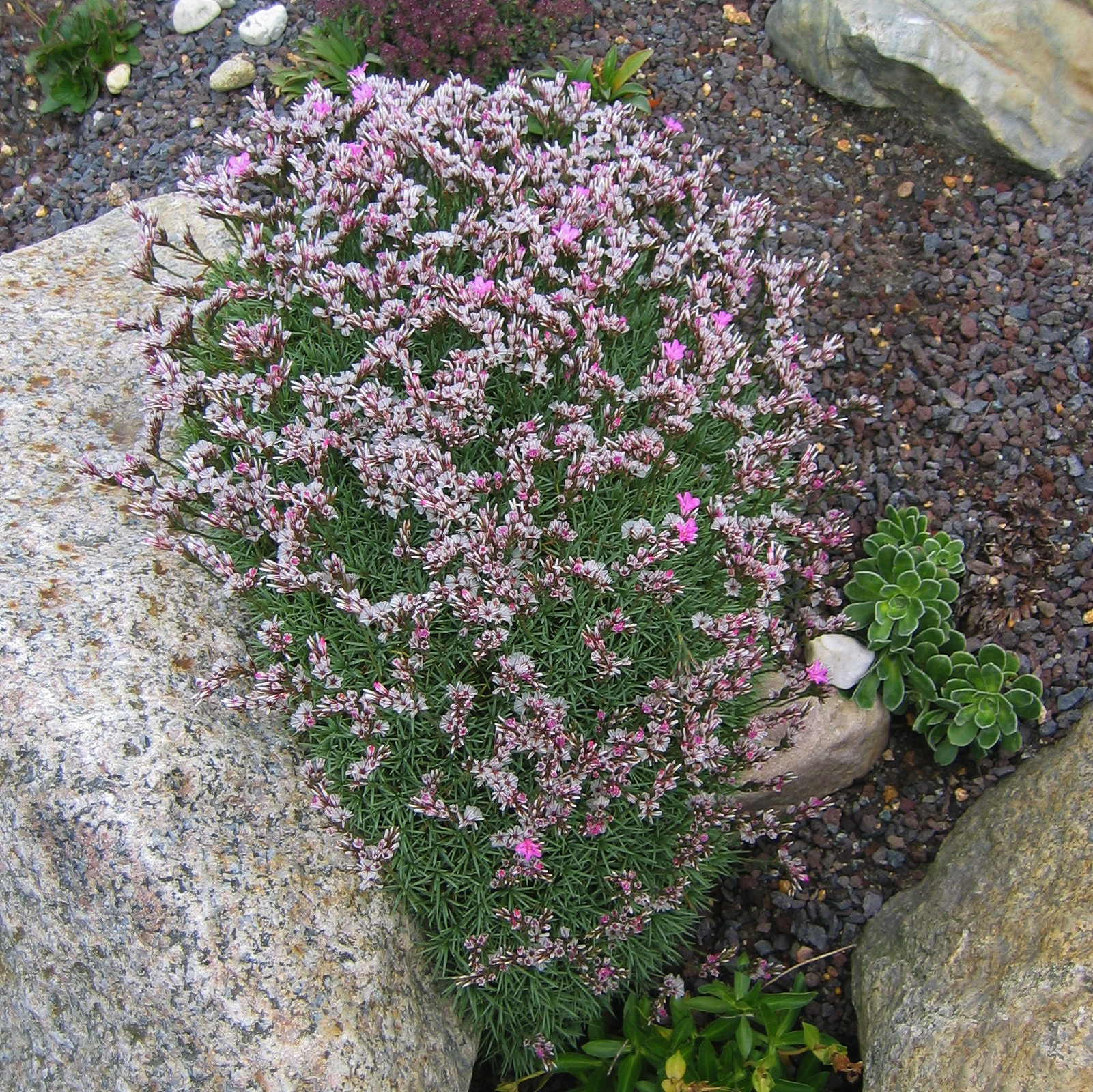
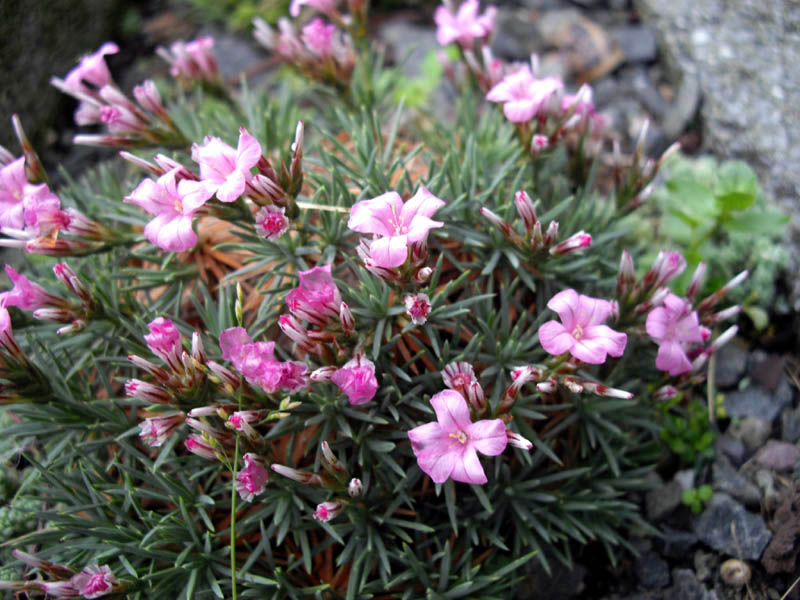

## Dottertaxa tillAcantholimon, i alfabetisk ordning[1]
- Acantholimon acanthobryum
- Acantholimon acanthobryus
- Acantholimon acerosum
- Acantholimon acmostegium
- Acantholimon aegaeum
- Acantholimon afanassievii
- Acantholimon agropyroideum
- Acantholimon ahangarensis
- Acantholimon alaicum
- Acantholimon alatavicum
- Acantholimon alavae
- Acantholimon albanicum
- Acantholimon alberti
- Acantholimon albocalycinum
- Acantholimon alexandri
- Acantholimon alexeenkoanum
- Acantholimon amoenum
- Acantholimon amoenus
- Acantholimon anatolicum
- Acantholimon androsaceum
- Acantholimon anisophyllum
- Acantholimon anisophyllus
- Acantholimon annae
- Acantholimon antilibanoticum
- Acantholimon antilibanoticus
- Acantholimon anzobicum
- Acantholimon ararati
- Acantholimon araxanum
- Acantholimon argyrostachyum
- Acantholimon argyrostachyus
- Acantholimon aristulatum
- Acantholimon armenum
- Acantholimon artosense
- Acantholimon arundoscapum
- Acantholimon aspadanum
- Acantholimon asphodelinum
- Acantholimon astragalinum
- Acantholimon atrofuscum
- Acantholimon atropatanum
- Acantholimon auganum
- Acantholimon aulieatense
- Acantholimon austroiranicum
- Acantholimon austro-iranicus
- Acantholimon avanosicum
- Acantholimon avenaceum
- Acantholimon azizae
- Acantholimon bakhtiaricum
- Acantholimon balansae
- Acantholimon balchanicum
- Acantholimon baltanense
- Acantholimon bashkaleicum
- Acantholimon baubaschatense
- Acantholimon birandii
- Acantholimon blakelockii
- Acantholimon blandum
- Acantholimon bobrovii
- Acantholimon bodeanum
- Acantholimon bonesseae
- Acantholimon borodini
- Acantholimon borodinii
- Acantholimon brachyphyllum
- Acantholimon brachystachyum
- Acantholimon bracteatum
- Acantholimon brecklei
- Acantholimon breviscapum
- Acantholimon bromifolium
- Acantholimon butkovii
- Acantholimon cabulicum
- Acantholimon caesareum
- Acantholimon calocephalum
- Acantholimon calvertii
- Acantholimon capitatum
- Acantholimon carinatum
- Acantholimon carinatus
- Acantholimon caryophyllaceum
- Acantholimon catenatum
- Acantholimon catenatus
- Acantholimon cephalotes
- Acantholimon cephalotoides
- Acantholimon chitralicum
- Acantholimon chitralicus
- Acantholimon chlorostegium
- Acantholimon chlorostegius
- Acantholimon chrysostegium
- Acantholimon chrysostegius
- Acantholimon cleistocalyx
- Acantholimon collare
- Acantholimon compactum
- Acantholimon confertiflorum
- Acantholimon cupreo-olivascens
- Acantholimon curviflorum
- Acantholimon cymosum
- Acantholimon damassanum
- Acantholimon demavendicum
- Acantholimon densiflorum
- Acantholimon desertorum
- Acantholimon dianthifolium
- Acantholimon diapensioides
- Acantholimon distachyum
- Acantholimon distichum
- Acantholimon distichus
- Acantholimon diversifolium
- Acantholimon doganii
- Acantholimon ecae
- Acantholimon echinus
- Acantholimon edmondsonii
- Acantholimon ekatherinae
- Acantholimon ekbergianum
- Acantholimon ekbergianus
- Acantholimon ekimii
- Acantholimon embergeri
- Acantholimon erinaceum
- Acantholimon erythraeum
- Acantholimon eschkerense
- Acantholimon esfandiarii
- Acantholimon evrenii
- Acantholimon fasciculare
- Acantholimon faustii
- Acantholimon fedorovii
- Acantholimon festucaceum
- Acantholimon fetisowi
- Acantholimon fetissovii
- Acantholimon flexuosum
- Acantholimon fominii
- Acantholimon gabrieljaniae
- Acantholimon gadukense
- Acantholimon gaudanense
- Acantholimon genistoides
- Acantholimon ghoranum
- Acantholimon ghoranus
- Acantholimon gilliatii
- Acantholimon gillii
- Acantholimon glabratum
- Acantholimon glumaceum
- Acantholimon glutinosum
- Acantholimon goeksunicum
- Acantholimon gontscharovii
- Acantholimon gorganense
- Acantholimon gracillimum
- Acantholimon gracillimus
- Acantholimon graecum
- Acantholimon gramineum
- Acantholimon grammophyllum
- Acantholimon griffithianum
- Acantholimon gulistanum
- Acantholimon gulistanuum
- Acantholimon haesarensis
- Acantholimon halophilum
- Acantholimon hariabense
- Acantholimon hausknechtii
- Acantholimon hedinii
- Acantholimon heratense
- Acantholimon heweri
- Acantholimon hilariae
- Acantholimon hindukushum
- Acantholimon hissaricum
- Acantholimon hohenackeri
- Acantholimon homophyllum
- Acantholimon homophyllus
- Acantholimon hormozganense
- Acantholimon horridum
- Acantholimon hoshapicum
- Acantholimon huetii
- Acantholimon hyalinum
- Acantholimon hypochaerum
- Acantholimon hystrix
- Acantholimon iconicum
- Acantholimon incomptum
- Acantholimon inerme
- Acantholimon iskanderi
- Acantholimon jarmilae
- Acantholimon kandaharense
- Acantholimon karabajeviorum
- Acantholimon karadarjense
- Acantholimon karamanicum
- Acantholimon karatavicum
- Acantholimon karelinii
- Acantholimon kaschgaricum
- Acantholimon katrantavicum
- Acantholimon kermanense
- Acantholimon kjurendaghi
- Acantholimon knorringianum
- Acantholimon koeiei
- Acantholimon koelzii
- Acantholimon koeycegizicum
- Acantholimon kokandense
- Acantholimon komarovii
- Acantholimon korolkovii
- Acantholimon korovinii
- Acantholimon kotschyi
- Acantholimon kuramense
- Acantholimon kutschanense
- Acantholimon laevigatum
- Acantholimon langaricum
- Acantholimon latifolium
- Acantholimon laxiflorum
- Acantholimon laxiusculum
- Acantholimon laxum
- Acantholimon lepturoides
- Acantholimon leucacanthum
- Acantholimon leucochlorum
- Acantholimon leucochlorus
- Acantholimon libanoticum
- Acantholimon linczevskianum
- Acantholimon linczevskii
- Acantholimon listoniae
- Acantholimon litvinovii
- Acantholimon longiflorum
- Acantholimon longiscapum
- Acantholimon longiscapus
- Acantholimon lycaonicum
- Acantholimon lycopodioides
- Acantholimon macranthum
- Acantholimon macropetalum
- Acantholimon macropetalus
- Acantholimon macrostachyum
- Acantholimon macrostachyus
- Acantholimon maewskianum
- Acantholimon majewianum
- Acantholimon manakyanii
- Acantholimon margaritae
- Acantholimon marmoreum
- Acantholimon melananthum
- Acantholimon mikeschinii
- Acantholimon minshelkense
- Acantholimon mirtadzadinii
- Acantholimon mishaudaghense
- Acantholimon mobayenii
- Acantholimon modestum
- Acantholimon modestus
- Acantholimon movdarinum
- Acantholimon muchamedshanovii
- Acantholimon multiflorum
- Acantholimon munroanum
- Acantholimon muradicum
- Acantholimon nabievii
- Acantholimon narynense
- Acantholimon nawaricum
- Acantholimon nawaricus
- Acantholimon nigricans
- Acantholimon nikitinii
- Acantholimon nuratavicum
- Acantholimon oliganthum
- Acantholimon olivieri
- Acantholimon olympicum
- Acantholimon ophiocladus
- Acantholimon pamiricum
- Acantholimon parsanum
- Acantholimon parviflorum
- Acantholimon pavlovii
- Acantholimon peculiare
- Acantholimon peroninii
- Acantholimon perononii
- Acantholimon petraeum
- Acantholimon petuniiflorum
- Acantholimon phrygium
- Acantholimon physostegium
- Acantholimon physostegius
- Acantholimon pinardi
- Acantholimon pinardii
- Acantholimon podlechii
- Acantholimon poliochlorum
- Acantholimon poliochlorus
- Acantholimon polystachyum
- Acantholimon procumbens
- Acantholimon pskemense
- Acantholimon pterostegium
- Acantholimon puberulum
- Acantholimon pulchellum
- Acantholimon purpureum
- Acantholimon quettensis
- Acantholimon quinquelobum
- Acantholimon raddeanum
- Acantholimon raikoviae
- Acantholimon rechingeri
- Acantholimon reflexifolium
- Acantholimon restiaceum
- Acantholimon revolutum
- Acantholimon rhodopolium
- Acantholimon rhodopolius
- Acantholimon roborowskii
- Acantholimon rudbaricum
- Acantholimon ruprechtii
- Acantholimon sackenii
- Acantholimon sahendicum
- Acantholimon salangensis
- Acantholimon saravschanicum
- Acantholimon sarawschanicum
- Acantholimon sarytavicum
- Acantholimon saxifragifolium
- Acantholimon saxifragiforme
- Acantholimon scabrellum
- Acantholimon schachimardanicum
- Acantholimon schahrudicum
- Acantholimon schemachense
- Acantholimon schirazianum
- Acantholimon schizostegium
- Acantholimon schizostegius
- Acantholimon scirpinum
- Acantholimon sclerophyllum
- Acantholimon sclerophyllus
- Acantholimon scorpius
- Acantholimon senganense
- Acantholimon serotinum
- Acantholimon serotinus
- Acantholimon shahrudicum
- Acantholimon sirchense
- Acantholimon solidum
- Acantholimon sorchense
- Acantholimon speciosissimum
- Acantholimon spinicalyx
- Acantholimon spirizianum
- Acantholimon squarrosum
- Acantholimon stanjukoviczii
- Acantholimon stapfianum
- Acantholimon stapfianus
- Acantholimon stenorhaphium
- Acantholimon stereophyllum
- Acantholimon stereophyllus
- Acantholimon stocksii
- Acantholimon strictiforme
- Acantholimon strictum
- Acantholimon strigillosum
- Acantholimon stroterophyllum
- Acantholimon stroterophyllus
- Acantholimon subavenaceum
- Acantholimon subflavescens
- Acantholimon subsimile
- Acantholimon subulatum
- Acantholimon takhtajanii
- Acantholimon talagonicum
- Acantholimon tarbagataicum
- Acantholimon taschkurganicum
- Acantholimon tataricum
- Acantholimon tchihatcheffi
- Acantholimon tchihatcheffii
- Acantholimon tenuiflorum
- Acantholimon termei
- Acantholimon tianschanicum
- Acantholimon titovii
- Acantholimon tomentellum
- Acantholimon tournefortii
- Acantholimon tragacanthinum
- Acantholimon tricolor
- Acantholimon trojanum
- Acantholimon truncatum
- Acantholimon tulakensis
- Acantholimon turcicum
- Acantholimon ulicinum
- Acantholimon vacillans
- Acantholimon varivtzevae
- Acantholimon vedicum
- Acantholimon velutinum
- Acantholimon wendelboi
- Acantholimon venustum
- Acantholimon wiedemanii
- Acantholimon wiedemannii
- Acantholimon wilhelminae
- Acantholimon virens
- Acantholimon viscidulum
- Acantholimon vvedenskyi
- Acantholimon xanthacanthum
- Acantholimon yamense
- Acantholimon yildizelicum
- Acantholimon zaeifii
- Acantholimon zaprjagaevii